# Гончарова Тетяна Іванівна
Тетя́на Іва́нівна Гончаро́ва (нар. 6 квітня 1977, Луганськ, УРСР) — українська журналістка, теле- та радіоведуча, ведуча телеканалу «Рада» та марафону «Єдині новини».

## Життєпис
Народилася 6 квітня 1977 року в Луганську.

### Освіта
Закінчила:
- Луганський педагогічний університет ім. Шевченка (факультет української мови, літератури та зарубіжної літератури (диплом з відзнакою);
- Інститут кіно і телебачення Київського університету культури і мистецтв (факультет режисури; магістр, магістерська робота по темі «Режисура телевізійних шоу»);[1]
- Режисерські курси російського режисера Олександра Мітти;
- Режисерські курси в «Hollywood school»;
- Курси ведучих та журналістів при Київському інституті післядипломної освіти;
- Театральну студію і студію читця.

### Професійний шлях
2000—2002 — працювала в Луганській обласній телерадіокомпанії — авторка, ведуча, режисерка циклу соціальних та культурних радіопрограм «Реалії» (про виправні колонії), авторка циклу програм для дітей та юнацтва «Спалах».
З 2003 живе та працює в Києві:
- ведуча медичних радіопрограм НРКУ (весна — осінь 2003);
- ведуча спортивних новин на телеканалі «Ера» (літо 2003);
- ведуча музичного телеканалу «MTV Україна» (літо — осінь 2003);
- авторка і ведуча щоденної соціальної програми «Справи житейські», телеканал «КТМ» (нині — «К1», осінь 2003 — осінь 2004);
- ведуча та режисерка щоденної програми про світське життя «Вуаля», телеканал «КТМ» (нині «К1», осінь 2004 — зима 2005);
- ведуча та режисерка програми про світське життя «Се ля ві», телеканал «Тоніс» (січень — травень 2005);[2]
- ведуча рубрик «Неокласик», «Механіка» в культурологічній програмі «Перша експедиція», телеканал «Інтер» (травень 2005 — лютий 2007);
- шеф-редакторка програми «Світські хроніки», телеканал «Тоніс» (лютий — липень 2007);
- авторка і ведуча програми для жінок «Ера краси», телекомпанія «Ера» (березень — листопад 2007);
- ведуча прямоетерної ранкової інформаційно-розважальної програми «Доброго ранку, Україно», телекомпанія «Ера» (квітень 2007 — квітень 2009);[3]
- ведуча та шеф-редакторка програми-інтерв'ю «Ангели і демони», телеканал «СіТі» (квітень — вересень 2009);[4]
- шеф-редакторка програми «Зверни увагу!», телеканал «Інтер», 5 канал (січень 2009 — грудень 2011);[5]
- шеф-редакторка програм «Найкраще весілля СіТі», «Шопінг», «Дружини футболістів» та ведуча щоденного тележурналу «Культ-сіті» на телеканалі «СіТі» (весна 2010 — грудень 2011);[6]
- ведуча ранкового жіночого шоу «Легко бути жінкою», «Перший Національний» (вересень 2010 — серпень 2013)[7]

23 грудня 2012 року в Києві разом із Тимуром Мірошниченком і Тетяною Тереховою була ведучою програми фіналу національного відбору Євробачення 2013.
Влітку 2013 працювала головною редакторкою і за сумісництвом ведучою каналу «Ukrainian Fashion TV». Із серпня 2013 до вересень 2014 року — головна редакторка і ведуча телеканалу «112 Україна».
2014 року керувала заснованим Тетяною Рамус освітнім проєктом для підлітків «Академія дорослішання».
Ведуча ранкового етеру і культурологічної радіопрограми «Війна світів», програми про 1990-і «Перші на Місяці», радіо «Вести» (весна 2014 — грудень 2016)
ведуча каналу Савіка Шустера, «3s.tv» — щоденної, крім п'ятниці, програми «Шустер LIVE» і огляду міжнародної преси (лютий — грудень 2016).
Головна редакторка YouTube-каналу «THE MIR» (грудень 2016 — березень 2017).
З 2017 до 2019 року була ведучою ранкової програми «Доброго ранку, Україно!» на ТРК «Ера».
З 2019 до 2020 року була ведучою політичних ток-шоу на проросійському телеканалі «ZIK».
З липня 2020 року була керівницею «Оперативного штабу» на телеканалі «Kyiv.live».
Ведуча політичних радіо- й телеетерів на ТРК «Ера» (березень — жовтень 2017),
телеканалі «UA: Перший» (з листопада 2017 — ведуча програми «Доброго ранку, Країно»), інтернет-каналі «Ісландія» (2017 —2020 — ведуча програм «Школа корупції», «Дванадцать: жінки» та «Година Z»).
З грудня 2021 — ведуча телеканалу «Рада».
Влітку 2022 року заснувала авторський канал «Гончарова подкаст».

### Особисте життя
Одружена з підприємцем Артемом Костоваровим.
Захоплення:
- Живопис, пише картини, має авторські виставки[27][28]
- Ентомологія, власниця колекції рідкісних комах[29]

У 2011 році як режисерка зняла короткометражний фільм «Дійові особи».

## Політика
2019 року балотувалася до Верховної Ради IX скликання як самовисуваниця за 223 округом Київської області. Членкиня партії «Північний шлях», не обрана.